# Craig Mabbitt
Craig Edward Mabbitt, nascut el 9 d'abril del 1987 a la ciutat de Glendale (Arizona), és l'actual cantant de la banda de Post Hardcore, Escape the Fate i del seu projecte paral·lel de Metall experimental i Metalcore, The Dead Rabbitts (creat el 2011). Anteriorment havia format part de blessthefall i The Word Alive.

## Joventut

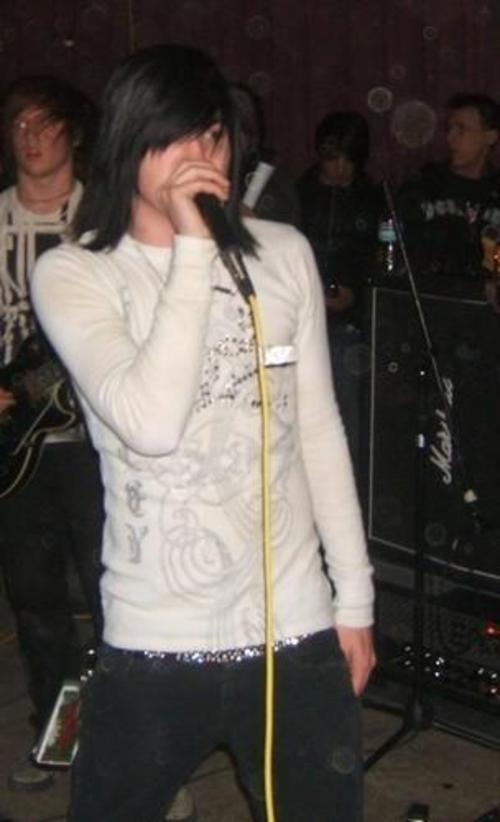
Mabbit el 2007 amb Blessthefall

En la seva primera infància, Mabbitt va requerir l'ús freqüent i programat d'un nebulitzador com a resultat d'asma greu. També va haver d'assistir a una classe especial a causa d'un trastorn de la parla, però tanmateix va superar aquests contratemps, i en els seus anys d'adolescència, va realitzar el seu "somni de convertir-se en cantant en una banda de rock.

## Carrera musical
Blessthefall (2003–2008)
Mentre estava amb Blessthefall, Mabbitt va llançar dos EP autoeditats i un àlbum de llarga durada. El seu primer àlbum complet, His Last Walk, va ser llançat el 10 d'abril de 2007 a Science Records/Ferret Music. Va produir quatre senzills; l'últim dels quals, "Rise Up", va ser llançat després de deixar la banda, i no apareix al vídeo.

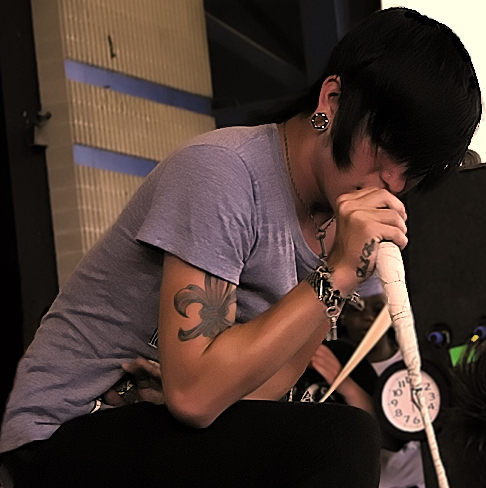
Mabbitt actuant en directe amb Blessthefall al Warped Tour el 2007

A mitjans de la seva gira europea de 2007 amb Silverstein i The Vincent Black Shadow, Mabbitt va abandonar la banda per motius personals, i va ser substituït per Beau Bokan, l'anterior. vocalista principal de Take the Crown.
Tant Craig Mabbitt com Jonny Craig van substituir A Skylit Drive en posicions netes i brutes després d'abandonar els seus grups, durant la seva gira a finals de 2007.

## La paraula viva (2008)

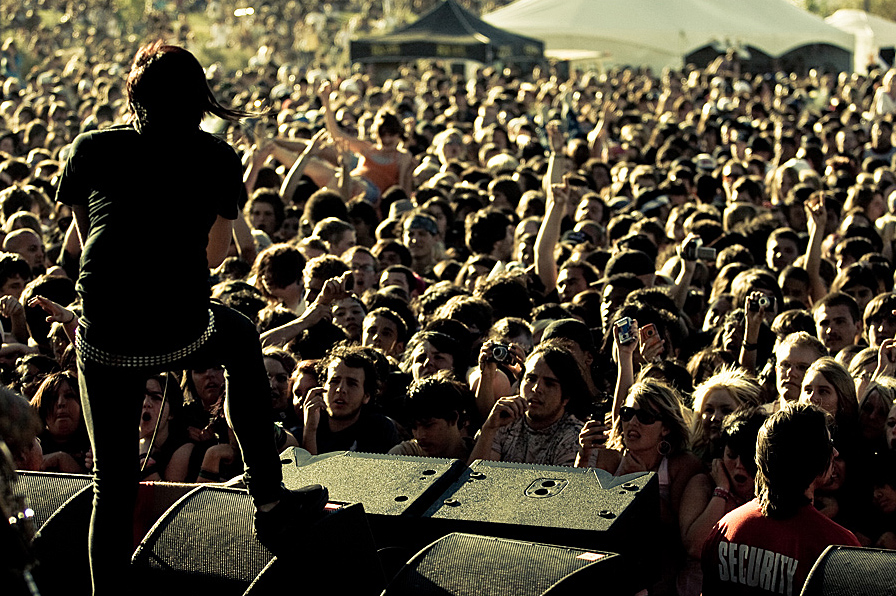
Escapethefatebyphotofm

Mabbitt va fundar la banda de metalcore amb seu a Arizona The Word Alive el 2008 com a projecte secundari mentre també actuava a Escape the Fate. Ell i el grup van gravar cançons per a un EP que mai es va publicar oficialment, i el novembre de 2008 la banda va deixar Mabbitt, al·legant complicacions a causa de la seva implicació amb Escape the Fate. Mabbitt va ser substituït per Tyler Smith, abans baixista de Greeley Estates i cantant/teclista d'In Fear and Faith; des de llavors, The Word Alive ha publicat un EP i cinc àlbums.

## Escape the Fate (2008-present)
Després que el cantant Ronnie Radke fos condemnat a cinc anys de llibertat condicional per càrrecs de bateria (i després a dos anys de presó per no informar-se al seu oficial de llibertat condicional), "Escape the Fate" es va dirigir a Mabbitt, que havia tocat amb "Escape the Fate" al "Black on Black Tour" amb Blessthefall. Després de diversos espectacles de prova es va convertir en el nou cantant oficial i van entrar a l'estudi per gravar el seu segon àlbum de llarga durada This War Is Ours, que va ser llançat el 21 d'octubre de 2008. Va ser el primer Escape. El disc Fate amb Mabbitt com a cantant; l'àlbum va ser un èxit comercial, entrant al número 35 de la Billboard 200 i va vendre 13.000 còpies la primera setmana.
El tercer àlbum d'estudi de la banda i el segon a presentar Mabbitt va ser Escape the Fate, que es va publicar el 2 de novembre de 2010 i és l'àlbum més reeixit de la banda fins a la data en la llista No. 25 a Billboard 200, número 1 a Hard Rock Albums, número 14 d'àlbums de rock, número 13 a les llistes alternatives i independents i número 118 a la llista d'àlbums digitals.
El 14 de maig de 2013 la banda va llançar el seu quart àlbum d'estudi i el tercer amb Mabbitt Ungrateful. El 30 d'octubre de 2015 la banda va llançar el seu cinquè àlbum d'estudi i el quart amb Mabbitt "Hate Me". La banda va llançar el seu sisè àlbum d'estudi, Sóc humà el 30 de març de 2018. El 16 d'abril de 2021 la banda va llançar el seu setè àlbum d'estudi i sisè wi Mabbitt Chemical Warfare.

## The Dead Rabbitts (2011-present)
A finals de desembre de 2011, Mabbitt va anunciar un proper projecte paralel, juntament amb un nou àlbum Escape the Fate. Va revelar que un senzill sortiria al febrer de 2012, i l'àlbum serà produït per Caleb Shomo de Beartooth i serà una reminiscència de la seva música de Blessthefall i The Word Alive. Mabbitt havia de publicar el seu àlbum debut en solitari el 9 d'abril, afirmant "Quin millor dia per publicar el vostre àlbum que el vostre aniversari?"
A Facebook, Mabbitt va anunciar que si la seva pàgina oficial de Facebook arribava a 50.000 likes, llançaria una nova cançó. Al seu Twitter, va revelar que estava treballant en una cançó titulada "Are You Still On Drugs", que pot estar relacionada amb una cançó titulada "Are You On Drugs" que va escriure quan estava a The Word Alive.
Quan la pàgina va arribar als 49.500 likes, va revelar el títol i la lletra de la propera cançó, titulada "Edge of Reality". "Edge of Reality" es va publicar en el moment en què la pàgina arribava als 50 likes.
Mabbitt va publicar una actualització d'estat a la seva pàgina de Facebook informant que si la pàgina arribava a 75.000 likes, llançaria una altra cançó nova per als seus fans del seu proper àlbum en solitari. També va revelar una part de la lletra de la propera cançó. Juntament amb aquest anunci, va revelar un proper vídeo de "Edge of Reality". El 30 de març, va anunciar el nom del proper EP titulat Edge of Reality sota el nom de la banda The Dead Rabbitts.
El 9 d'abril, l'EP o la durada completa no es van publicar l'aniversari de Mabbitt com s'esperava, així que, en canvi, va llançar una nova cançó a YouTube, titulada "World of Disaster", juntament amb la versió final de "Edge of". Reality" a YouTube, i "Edge of Reality – Single" també a iTunes.
Mabbitt també va anunciar que planeja llançar l'EP "Edge of Reality" un cop es compleixi el 100% de l'escala de la promesa, de manera que els fans poden comprometre's ara, el que significa reservar l'EP, només per a la descàrrega digital o també amb el material físic. còpia també.
Mabbitt ha anunciat que té previst llançar l'EP "Edge of Reality" el 19 d'octubre de 2012. Ha emès un nou tema només per a les persones que s'han compromès, que es titula "Nuthin But a Reject". Mabbitt va publicar una altra cançó nova en línia titulada "Make Me Believe It" amb Caleb Shomo d'Attack Attack!
El 3 d'octubre, es va complir l'objectiu de la promesa i per això Mabbitt va publicar en línia un altre tema titulat "Sleep The Night Away".
A finals de 2013, Mabbitt i la banda van anunciar el llançament del seu àlbum debut de llarga durada en algun moment del 2014. Al desembre, van començar a gravar cançons amb Andrew Wade, El maig 16. La banda va llançar el seu primer senzill "My Only Regret" del seu àlbum debut Shapeshifter,
El 25 d'octubre de 2019, la banda va llançar "Dead By Daylight", un senzill escrit per Mabbitt amb el seu fill, Mizo, com a vocalista convidat Està basat en el videojoc de supervivència de terror, Dead by Daylight . El 6 de desembre de 2019 es va publicar el segon EP de la banda, Break the Static.

## Carrera en solitari
Mabbitt va llançar la seva primera cançó en solitari "Never Be" a través de SoundCloud el 9 d'abril de 2020. La cançó es va publicar per celebrar el seu 33è aniversari.

## Discografia
Carrera en solitari
- "Never Be" (Single, 2020)
- "One More Light" (Linkin Park cover, 2020)
- "Hollywood's Bleeding" (Post Malone cover, 2020)

Blessthefall
- Black Rose Dying (ЕР) (2005)
- Blessthefall (ЕР) (2006)
- His Last Walk (2007)

The Word Alive
- The Word Alive (ЕР) (2008)

Escape the Fate
- This War Is Ours (2008)
- Escape the Fate (2010)
- Ungrateful (2013)
- Hate Me (2015)
- I Am Human (2018)
- Chemical Warfare (2021)

The Dead Rabbitts
- Edge of Reality (ЕР) (2012)
- Shapeshifter (2014)
- This Emptiness (2017)
- Break the Static (ЕР) (2019)
- Rumination (2022)

## Col·laboracions
| Any  | Títol                                                               | Àlbum               | Artista             |
| ---- | ------------------------------------------------------------------- | ------------------- | ------------------- |
| 2009 | "Deadly Weapons" (amb Craig Mabbitt)                                | The World Outside   | Eyes Set to Kill    |
| 2009 | "All That I'm About" (amb Craig Mabbitt)                            | Single              | DJ Club             |
| 2010 | "I Shot the Maid" (amb Cameron Martin, Craig Mabbitt & Jared Warth) | No Rain, No Rainbow | Greeley Estates     |
| 2010 | "Jealousy Breeds Killing Sprees" (amb Craig Mabbitt)                | No Rain, No Rainbow | Greeley Estates     |
| 2010 | "Ignore the End" (amb Craig Mabbitt)                                | Forget to Remember  | Kisses for Kings    |
| 2011 | "Sarcasm" (amb Craig Mabbitt)                                       | Best Kind of Mess   | Get Scared          |
| 2013 | "Bury the Hatchet" (amb Craig Mabbitt)                              | Watch Me (Mixtape)  | Ronnie Radke        |
| 2014 | "(A)Tension" (amb Craig Mabbitt)                                    | Continuous          | Versus Me           |
| 2014 | "EarthQuake" (amb Craig Mabbitt)                                    | After Hours         | Glamour of the Kill |
| 2015 | "Pure Horror" (amb Craig Mabbitt)                                   | Aiden               | Aiden               |
| 2018 | "Summer" (amb Craig Mabbitt & Mega Ran)                             | Iridescent          | Whitney Peyton      |
| 2021 | "It's Killin' Time Baby!" (amb Craig Mabbitt)                       | Single              | Butcher Babies      |
| 2022 | "Darkness" (amb Craig Mabbitt)                                      | Single              | Mitch Jones         |